# Circonscription de Hotham
La circonscription de Hotham est une circonscription électorale australienne dans la banlieue sud-est de Melbourne au Victoria et comprend les quartiers de Clayton, Huntingdale, Oakleigh et Springvale. 
La circonscription a été créée en 1969 et porte le nom de  Sir Charles Hotham, premier gouverneur du Victoria en 1854 et 1855. Quand elle a été créée, elle était assez assurée pour le Parti libéral, mais les changements démographiques l'ont rendu de plus en plus assurée pour le Parti travailliste. Représentant entre 1990 et 2013, Simon Crean, a aussi été le chef du parti de 2001 à 2003 et a également occupé le poste de ministre du Commerce.

## Représentants
| Nom            | Parti          | Période de mandat |
| -------------- | -------------- | ----------------- |
| Don Chipp      | Libéral        | 1969–1977         |
| Don Chipp      | Sans étiquette | 1977-1977         |
| Don Chipp      | Démocrate      | 1977–1977         |
| Roger Johnston | Libéral        | 1977–1980         |
| Lewis Kent     | Travailliste   | 1980–1990         |
| Simon Crean    | Travailliste   | 1990–2013         |
| Clare O'Neil   | Travailliste   | 2013–en cours     |